# Москвина, Марина Львовна
Марина Львовна Москвина́ (род. 25 июня 1954, Москва) — российская писательница, сценаристка, журналист, телеведущая и радиоведущая. Автор книг, переведённых на многие языки мира: «Роман с Луной», «Гений безответной любви», «Моя собака любит джаз», повестей-странствий в Арктику, Японию, Индию и Непал. Марина Москвина пишет книги для взрослых и детей. Лауреат почетного диплома Международной премии имени Ханса Кристиана Андерсена, финалист премии «Ясная поляна».

## Биография
Родилась в Москве. Окончила факультет журналистики МГУ. Член Союза писателей России. В течение десяти лет вела на «Радио России» передачу «В компании Марины Москвиной», делала авторские документальные фильмы для телевидения. Руководила творческой мастерской в Союзе писателей и Институте современных искусств.
Проза Москвиной («Моя собака любит джаз») награждена Международным дипломом Х. К. Андерсена Международного Совета по Детской книге (1998), премия журнала «Дружба народов» (2001) за роман «Гений безответной любви» и номинация на премию Букера (2001), номинация на премию «Национальный бестселлер» (2005), номинация на премию «Большая книга» за романы «Роман с луной» и «Крио» (2018). Первая премия за прозу «Алые паруса» (2008) за повесть «Не наступите на жука». Книга «Радио Москвина» входила в короткий список Бунинской премии (2008). Премия имени Ю. Коваля журнала «Мурзилка» (2009). Финалист премии «Ясная поляна» (совместно с Ю.Говоровой) за книгу «Ты, главное, пиши о любви…» (2016). В 2017 году награждена медалью имени А. С. Пушкина «За верность Слову и Делу». Премия журнала «Дружба народов» за рассказ «Глория мунди» (2018).
Её имя входит в энциклопедию «Детская литература XX века» и в Малую литературную энциклопедию «Русская литература сегодня» (2012). Её произведения вошли в «Антологию мировой детской литературы» (2002). В 2006 году Москвина возглавляла жюри премии «Заветная мечта», в марте 2013 г. — член жюри 18-го Открытого фестиваля анимационного кино в Суздале, а также международного конкурса чтецов «Живая классика» в 2019.
В 2002 году в Всероссийском музее декоративно-прикладного и народного искусства на Делегатской состоялась выставка её художественных работ — картин, фотографий, свитеров и кукол.. В 2019 в Музее Москвы — выставка «Сундук памяти» по страницам романа «Крио», большая часть экспонатов из семейного архива, представленных на выставке, была подарена в коллекцию музея.
Книги Москвиной часто выходят с рисунками и фотографиями мужа — известного современного художника Леонида Тишкова. По её сценариям и рассказам снято около 20 мультфильмов.
Произведения переведены на английский, французский, датский, японский, тайский, чешский, словацкий, эстонский и сербский языки.

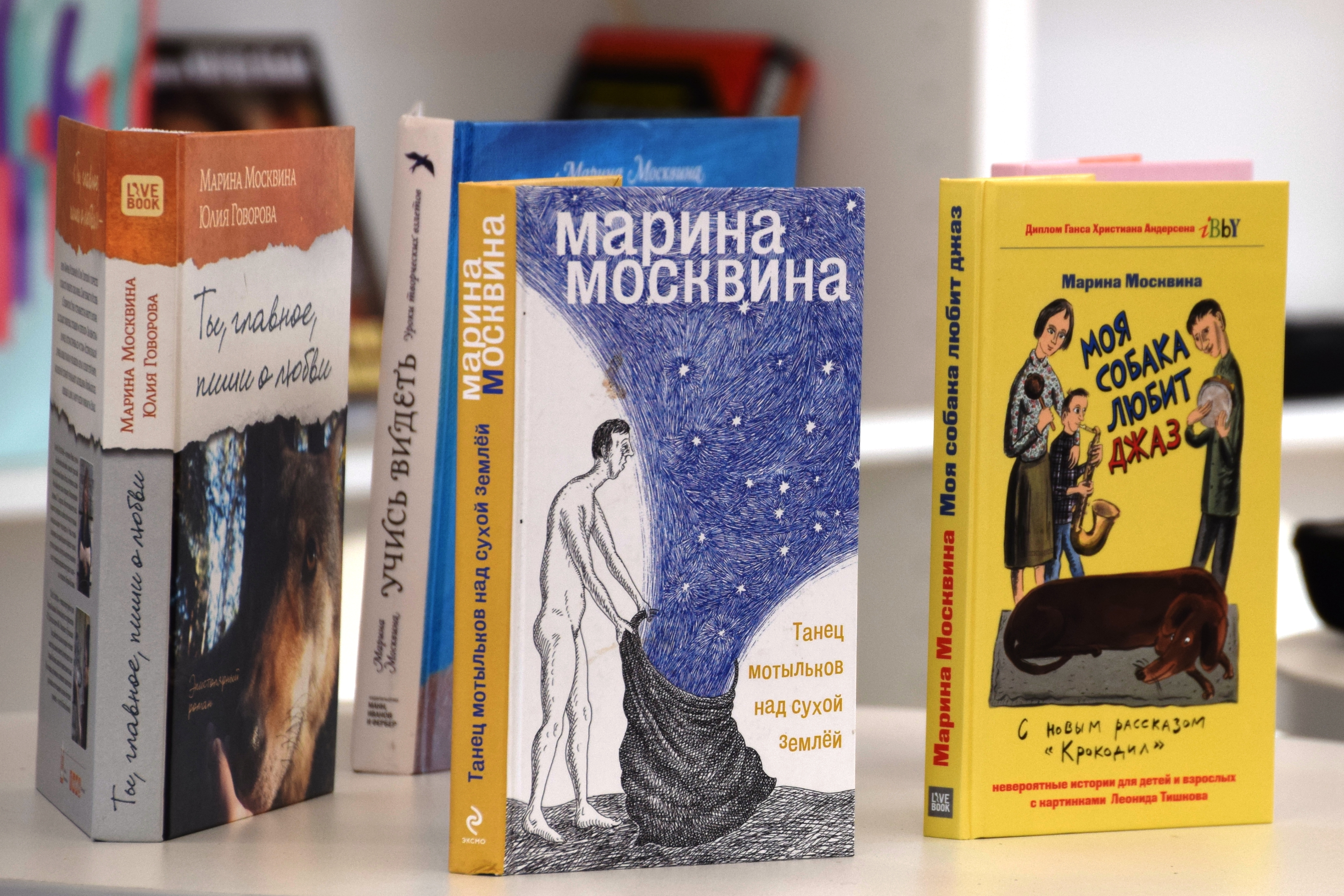
Книги Москвиной

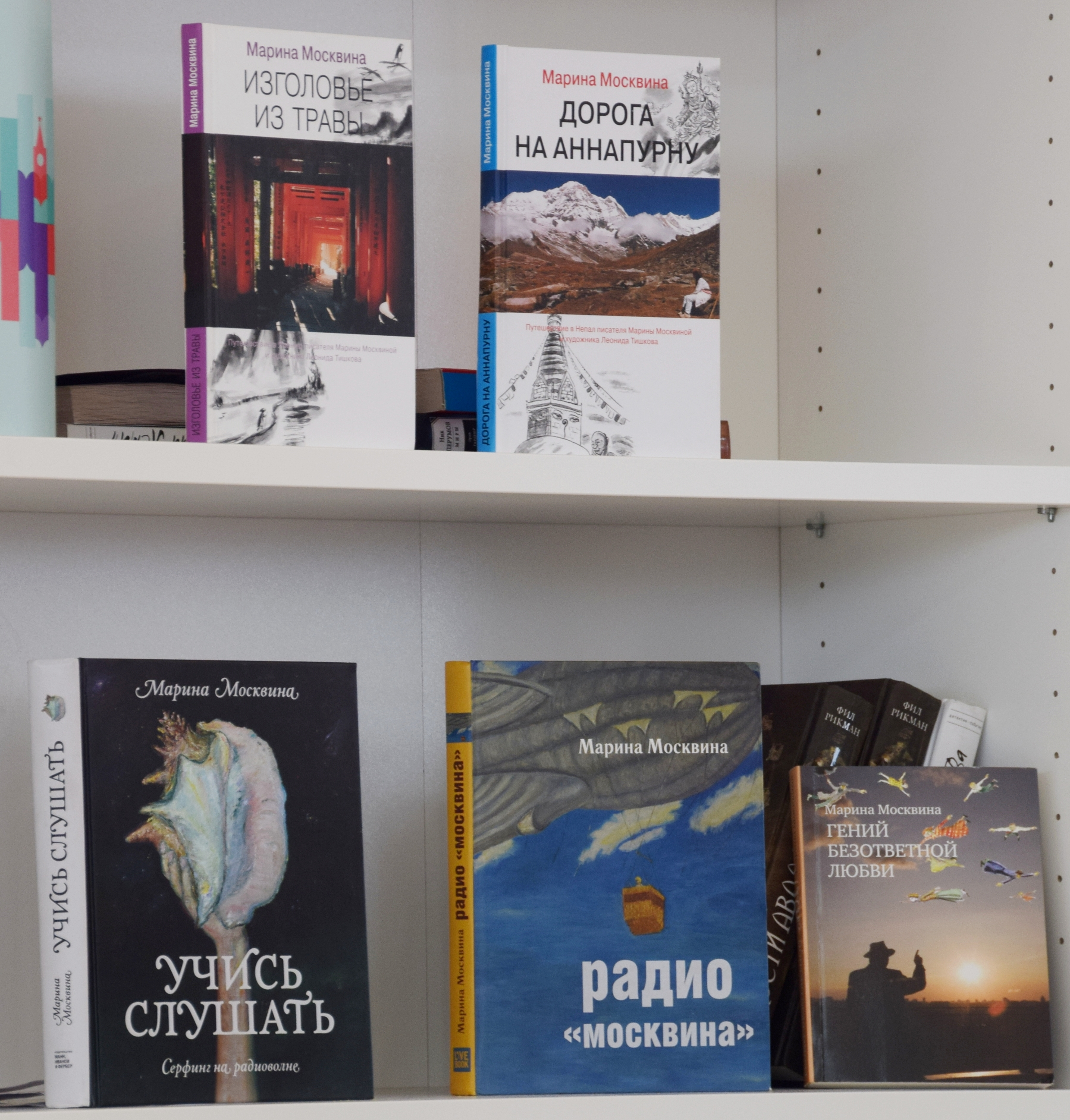
Книги Москвиной

## Литературные награды
- Медаль им. А. С. Пушкина «За верность Слову и Делу» (2017)
- Финалист премии «Ясная Поляна» (2016)
- Премия им. В. Катаева журнала «Юность» (1995)
- Международный Почётный диплом Х. К. Андерсена (1998)
- Премия журнала «Дружба народов» (2001)
- Премия «Алые паруса» (2008)
- Премия им. Ю. Коваля журнала «Мурзилка» (2009)
- Премия журнала «Дружба народов» (2019)

## Мультфильмы по сценариям Марины Москвиной
- «Что случилось с крокодилом?», 1982 г., «Союзмультфильм», режиссёр А. Горленко
- «Увеличительное стекло», 1983 г., «Союзмультфильм», режиссёр А. Горленко
- «Про шмелей и королей», 1984 г., «Союзмультфильм», режиссёр А. Горленко
- «Ракушка»", 1983 г., «Экран», режиссёр. О. Розовская
- «Крем-брюле», 1984 г., «Экран», режиссёр О. Розовская
- «Корабль пустыни», 1986 г., «Экран», режиссёр О. Розовская
- «Чужой праздник», 1993 г., «Экран», режиссёр Л. Сурикова
- «Кабанчик на качелях», 2020 г., «Снега», режиссёр Д. Столбецова

Мультфильмы по рассказам «Моя собака любит джаз» — мультсериал «Везуха!» (студия «МетрономФильм»):
- «Блохнесское чудовище», 2010 г., режиссёр Наталья Дарвина (Хаткевич)
- «Рыбный день» часть 1, 2010 г., режиссёр Лиза Скворцова
- «Рыбный день» часть 2, 2010 г., режиссёр Лиза Скворцова
- «Сейчас он придет и будет весело», 2010 г., режиссёр Вера Мякишева
- «Все мы инопланетяне на этой земле», 2010 г., режиссёр Леонид Шмельков
- «Репетитор», 2010 г., режиссёр Анастасия Головань
- «Путник запоздалый», 2010 г., режиссёр Лиза Скворцова
- «Моя собака любит джаз», 2010 г., режиссёр Вероника Федорова
- «Василий Васильевич» («О швабра, швабра, где моя любовь»), 2011 г., режиссёр Леонид Шмельков